# Showaddywaddy
Showaddywaddy (Шоуваддивадди) — британская рок-группа, образовавшаяся в 1972 году в Лестере. Специализируется на традиционном рок-н-ролле, обработанном в эстрадном стиле (собственные композиции Showaddywaddy тяготели к жанру глэм-рока). Коллектив пользовался популярностью в Европе во второй половине 1970-х гг. (в основном благодаря кавер-версиям старых рок-н-роллов; свои собственные песни пользовались меньшим успехом). Критики не особо жаловали Showaddywaddy, находя их китчевой пародией на классический рок-н-ролл.

## Дискография
- 1974 — Showaddywaddy
- 1975 — Step two
- 1976 — Trocadero
- 1977 — Showaddywaddy
- 1977 — Red star
- 1978 — Crepes & Drapes
- 1980 — Bright lights
- 1981 — Showaddywaddy
- 1981 — Rock on
- 1981 — Good times